# International Behavioural and Neural Genetics Society
Die International Behavioural and Neural Genetics Society (IBANGS) ist eine wissenschaftliche Gesellschaft, die 1996 gegründet wurde. Das Ziel der IBANGS ist die Förderung auf dem Gebiet der Neuro- und Verhaltensgenetik.

## Geschichte
IBANGS wurde 1996 als „European Behavioural and Neural Genetics Society“ (EBANGS) gegründet, mit Hans-Peter Lipp als Gründungspräsident. Der Name und das Bereich der EBANGS wurden während der ersten Sitzung der Gesellschaft in Orleans, Frankreich 1997 verändert in „International“. IBANGS ist ein Gründungsmitglied der Federation of European Neuroscience Societies. Die folgenden Personen waren Präsident der Gesellschaft: Mary-Anne Enoch (2011–2012), Richard Brown (2010–2011), Jacqueline Crawley (2009–2010), Christopher Janus (2008–2009), Dan Goldowitz (2007–2008), Tamara J. Phillips (2006–2007), Hee-Sup Shin (2005–2006), Robert W. Williams (2004–2005), Mara Dierssen (2003–2004), John Crabbe (2002–2003), Fred van Leuven (2001–2002), Douglas Wahlsten (2000–2001), Wim E. Crusio (1999–2000) und Hans-Peter Lipp (1996–1999). Der gegenwärtige Präsident ist Josh Dubnau (2012–2013).

## Profil

### Ziel
Zweck ist die Förderung im Bereich der Neuroverhaltensgenetik durch:
- jährliche Treffen,[6][7][8] um Exzellenz in der Forschung auf diesem Fachgebiet zu fördern
- die Veröffentlichung einer wissenschaftlichen Fachzeitschrift, Genes, Brain and Behavior, in Zusammenarbeit mit Wiley-Blackwell[9][10]

### Förderpreise
Jedes Jahr ehrt die Gesellschaft ausgewählte Wissenschaftler auf dem Gebiet der Neuroverhaltensgenetik. Dafür vergibt sie verschiedene Auszeichnungen:
- den „IBANGS Distinguished Investigator Award“ für hervorragende Beiträge an den Neuroverhaltensgenetik
- den „IBANGS Young Scientist Award“ für vielversprechenden Wissenschaftler am Anfang ihrer Karriere
- den „Travel Awards“ als finanzielle Unterstützung für Studenten, Postdocs und junge Professoren, um einem IBANGS-Treffen beizuwohnen, finanziert durch einen Zuschuss vom National Institute on Alcohol Abuse and Alcoholism[13][14][15]

Der „Distinguished Service Award“ für außergewöhnliche Leistungen auf dem Fachgebiet wird in unregelmäßigen Abstände vergeben.